# Gueures
Gueures é uma comuna francesa na região administrativa da Normandia, no departamento de Sena Marítimo. Estende-se por uma área de 6,08 km². Em 2010 a comuna tinha 544 habitantes (densidade: 89,5 hab./km²).